# Richelieu (Indre i Loara)
Richelieu (wym. [ɾiʃəljø]) – miejscowość i gmina we Francji, w Regionie Centralnym, w departamencie Indre i Loara.
Według danych na rok 1990 gminę zamieszkiwały 2223 osoby, a gęstość zaludnienia wynosiła 437 osób/km² (wśród 1842 gmin Regionu Centralnego Richelieu plasuje się na 169. miejscu pod względem liczby ludności, natomiast pod względem powierzchni na miejscu 1362.).
Z Richelieu pochodziła rodzina Armanda Jeana du Plessis, kardynała Richelieu.